# 회화중학교
회화중학교(會華中學校)는 대한민국 경상남도 고성군 회화면 배둔리에 있는 공립 중학교이다.

## 학교 연혁
- 1953년 4월 15일 : 회화중학교 설립인가 6학급 개교
- 2005년 2월 28일 : 구만분교장 회화중학교로 통폐합
- 2020년 3월 1일 : 학칙변경 일반 6(1)학급 인가
- 2021년 9월 1일 : 제27대 이성락 교장 취임
- 2023년 2월 10일 : 제69회 졸업식(31명, 졸업생 누계 10,760명)
- 2023년 3월 2일 : 입학식(27명)

## 참고 자료
- 회화중학교 - 한국교육학술정보원 학교알리미